# 沈黙の傭兵
『沈黙の傭兵』（ちんもくのようへい、原題: Mercenary for Justice）は、2006年のアメリカ映画。

## ストーリー
湾岸戦争の英雄ジョン・シーガーは、軍事政権から民衆を解放するというCIAの大義名分の下、傭兵としてアフリカ・ガルモラル島での戦闘に参加していた。しかし戦いに突然フランス軍が介入し、シーガーたちは撤退を余儀なくされる。さらに追い討ちをかけるように親友のジョーンズが戦死。失意のシーガーはCIA高官のジョン・ドレシャムに嵌められたことを悟りながら帰国する。帰国後、ジョーンズの家族のもとを訪れたシーガーはドレシャムから自分が狙われていることに気付く。その後シーガーはクルーガーらに襲われ、傭兵斡旋業のアンソニー・チャペルに仕事を依頼される。依頼は、テロ容疑で逮捕されて南アフリカ・ケープタウン郊外にある難攻不落で知られるランドヴェルド刑務所に収監され、現在はアメリカへの身柄引き渡しを待つ死の商人アーメト・ダサンの息子の救出であった。断ればジョーンズの家族が殺されるということで、彼は仕方なく仕事を引き受ける。

## 登場人物
ジョン・シーガー
演 - スティーヴン・セガール
傭兵。湾岸戦争の英雄。親友であるジョーンズの妻子を人質にとられ、チャペルに従う。
マキシン・バーノル
演 - ジャクリーン・ロード
紅一点。シーガーの元恋人。腕っぷしが強くてスパイ活動に長ける。
アンソニー・チャペル
演 - ロジャー・グーンヴァー・スミス
傭兵斡旋業者。ジョーンズの妻子を人質に取りシーガーにミッションを与える。
ジョン・ドレシャム
演 - ルーク・ゴス
CIA高官。シーガーを利用して利権を得ようとする。
サミュエル・ケイ
演 - マイケル・ケネス・ウィリアムズ
ハッカー。天才的な腕を持つ。
ラジオ・ジョーンズ
通信のスペシャリスト。シーガーの親友。戦死してしまう。妻子がいた。
ブルドッグ
演 - エイドリアン・ギャレイ
運転手役。
クルーガー
演 - ラングレー・カークウッド
武器のエキスパート。
アーメト・ダサン
南アフリカの武器商人。
マーリク
ケープタウン市警の刑事。
ニュースキャスター
演 - レスリー＝アン・ダウン
戦争の実況をしていた。

## キャスト
| 役名                 | 俳優                           | ソフト版日本語吹替 |
| -------------------- | ------------------------------ | ------------------ |
| ジョン・シーガー     | スティーヴン・セガール         | 大塚明夫           |
| マキシン・バーノル   | ジャクリーン・ロード           | 湯屋敦子           |
| アンソニー・チャペル | ロジャー・グーンヴァー・スミス | 大川透             |
| ジョン・ドレシャム   | ルーク・ゴス                   | 桐本琢也           |
| サミュエル・ケイ     | マイケル・ケネス・ウィリアムズ | 落合弘治           |
| ブルドッグ           | エイドリアン・ギャレイ         |                    |
| クルーガー           | ラングレー・カークウッド       |                    |
| ニュースキャスター   | レスリー＝アン・ダウン         |                    |

## スタッフ
- 監督：ドン・E・ファンルロイ
- 製作：ランドール・エメット、ジョージ・ファーラ、ダニー・ラーナー、レス・ウェルドン
- 製作総指揮：アヴィ・ラーナー、スティーヴン・セガール、トレヴァー・ショート
- 脚本：スティーヴ・コリンズ
- 撮影：ドン・E・ファンルロイ
- 音楽：スティーヴン・エドワーズ
- 編集：ロバート・A・フェレッティ
- プロダクション・デザイン：カルロス・ダ・シルバ